# Bruno Bauer
‎
Bruno Bauer, nemški filozof, teolog in zgodovinar, * 6. september 1809, † 13. april 1882.
Kritiziral je Novo zavezo ter trdil, da so bili prvi kristjani bolj podobni poganom kot Judom.